# Jorge Icaza
 (mai 2016).
Si vous disposez d'ouvrages ou d'articles de référence ou si vous connaissez des sites web de qualité traitant du thème abordé ici, merci de compléter l'article en donnant les références utiles à sa vérifiabilité et en les liant à la section « Notes et références ».
Jorge Icaza est un écrivain équatorien, né le 10 juin 1906 à Quito et mort le 26 mai 1978 à Quito. 

## Biographie
D'abord dramaturge à succès, il aborde dans ses pièces des thèmes de l'indianité à travers une perspective freudienne. Il se tourne vers les nouvelles dans Glaise de la Sierra évoquant la misère des paysans indiens.
Il écrit ensuite des romans réalistes et naturalistes (tel que La Fosse aux Indiens sur l'exploitation des Indiens, ou bien Dans les rues, Sangs mêlés, Une demi-vie de poudre aux yeux, Fils du vent ou encore L'Homme de Quito. Son écriture aborde avec cruauté et militantisme le thème de l'identité indienne, notamment en dénonçant le féodalisme de cette société dans la trilogie qui clôt son œuvre (Trompés, 1972).